# Universidad de Trinidad y Tobago
La Universidad de Trinidad y Tobago (en inglés: University of Trinidad and Tobago) también conocida como UTT, es una universidad estatal en Trinidad y Tobago establecida en el año 2004. Su campus principal, actualmente en construcción, estará ubicado en Wallerfield en Trinidad. Actualmente, sus escuelas son una amalgama de varios colegios antiguos tecnológicos en todo el país.
Es una de las tres universidades de Trinidad y Tobago, los otros son la Universidad de las Indias Occidentales y la Universidad del Sur del Caribe.